# Орочи
О́рочи (самоназвание орочисэл, ед. ч. орочи, а также на̄ни (утраченное, старое самоназвание, заимствовано от амурских нанайцев: на̄ — «земля», нӣ — «человек», перевод — «местный житель»; обычно именовали себя по местам проживания, по родовой принадлежности) — тунгусо-маньчжурский народ, проживающий на Дальнем Востоке России. Этнические названия «орочен», «орочён», «орочоны», «орочи», «орочолы», «ороки» происходят от слова «орон», которым в тунгусо-маньчжурских языках обозначается домашний олень. Оленеводством занимались не только орочоны Верхнего Амура и ороки Сахалина, но и орочи, которые после потери своих оленей поселились на Амуре и на морском берегу, сделались рыболовами и стали вести оседлый образ жизни.

## Численность и расселение

Расселение орочей в ДФО по городским и сельским поселениям в % (перепись 2010 года)

Численность составляет 1000 человек, в том числе в России — 527 чел. (перепись 2021 г.), на Украине — 288 чел. (перепись 2001 г.)
Живут в основном в Хабаровском крае (441 чел. в 2010 г., 426 чел. в 2002 г.), преимущественно в низовьях реки Тумнин с её притоками (Ванинский район), и по реке Хунгари, притоку Амура, по Амуру, у озера Кизи (Ульчский район) и др.
Наибольшее количество орочей в 2002 году проживало в селе Датта (114 человек)
Интересная коллизия была зафиксирована во время переписи населения на Украине. Согласно обработанным данным, на территории страны проживало 288 орочей, из которых только 5 назвали орочский язык родным, 52 человека родным посчитали украинский, 174 чел. — русский. При этом по переписи населения СССР 1989 года в УССР насчитывалось всего 19 орочей.

## Язык
Говорят на орочском языке тунгусо-маньчжурской семьи. В языке выделяются тумнинский, хадинский, хунгарийский диалекты. В 1989 г. родным его считало 17,8 %, в то время как русский язык назвали родным 82,2 %.
По переписи 2002 года в Хабаровском крае из 426 орочей владеют орочским языком 4,2 % (18 чел.), русским — 99,8 % (425 чел.). Письменность орочей была создана в начале 2000-х годов.
На Украине из 288 орочей родным назвали орочский язык 5 чел. (1,7 %), русский — 174 чел. (60,4 %), украинский — 52 чел. (18,1 %).
В 2010 году насчитывалось 8 последних носителей орочского языка, самые известные из них:
- Римма Николаевна Бисянка (Фролова)
- Наталья Ноевна Бисянка
- Галина Сергеевна Тиктамунка (Абрамова)

## История

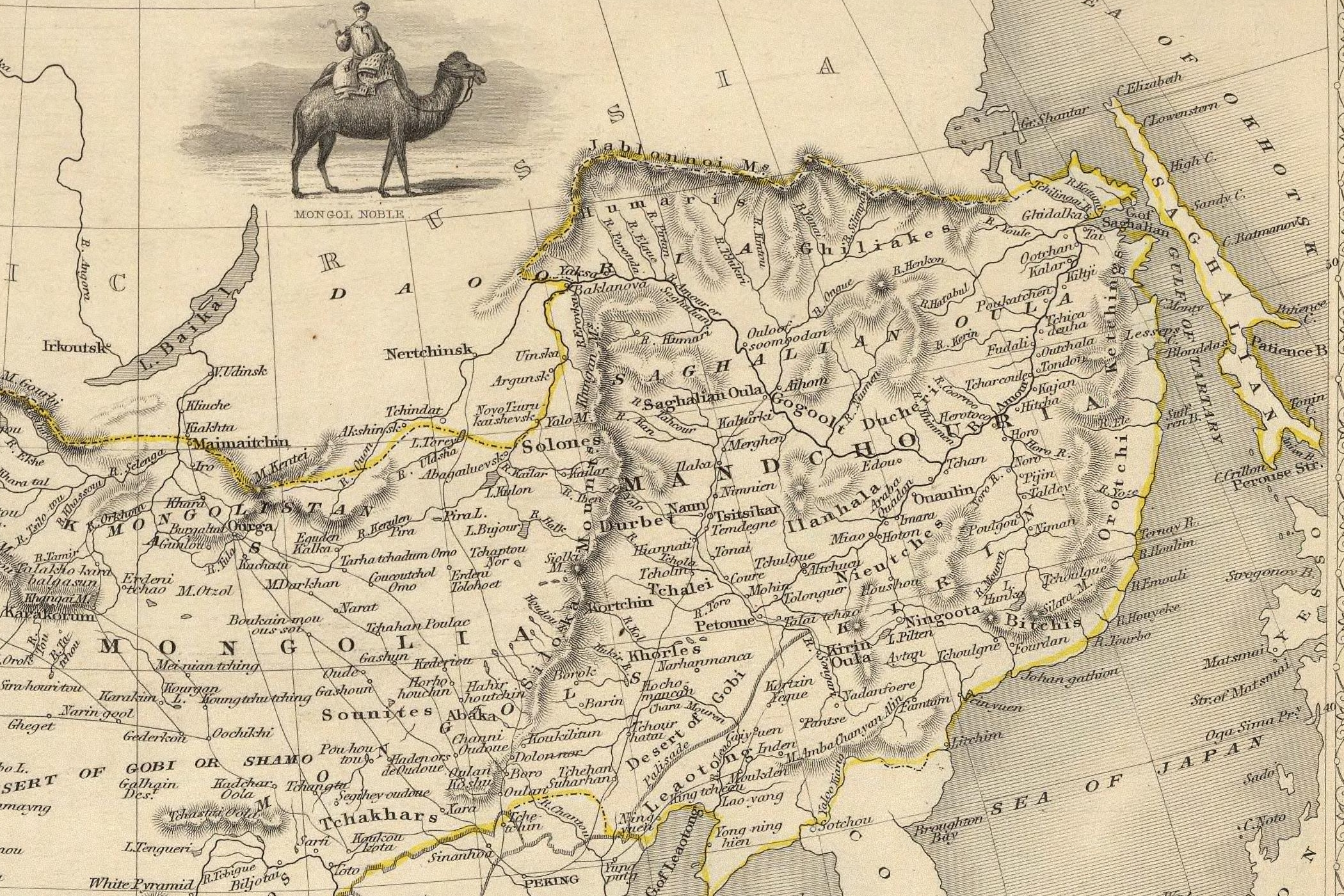
«Orotchi» у Японского моря на британской карте 1851 года

В вопросе о самоназвании нет определённости. Ульчи и нанайцы издавна, а с XIX века и русские, именовали коренное население Амура орочами. Этот этноним был внесён в 1930-е гг. в официальные паспорта. Позднее было выявлено бытовавшее у них самоназвание нани — «здешние жители», как у нанайцев и ульчей, но этот этноним по их же утверждению «принесли» с Амура соплеменники, длительное время жившие среди амурских аборигенов.
Формирование орочей происходило на склонах Сихотэ-Алиня, на территории от залива Де-Кастри на севере до р. Ботчи на юге. В этом длительном процессе принимали участие элементы различного этнического происхождения, как местного (нивхские, айнские и др.), так и эвенкийского и др. В результате сложились пять территориальных групп: амурская, хунгарийская, тумнинская, приморская (хадинская) и коппинская.

## Семья
В 1963—1993 годах в орочских семьях произошли важные изменения:
1. Почти все браки орочей стали межнациональными — в 1951—1955 годах мононациональными были 73 % браков орочей, а в 1991—1995 годах только 9 %[10].
2. Резко возросла доля орочско-русских браков с 9 % в 1951—1955 годах до 82 % в 1991—1995 годах[10].
3. Максимальный размер орочской семьи с 1963 по 1993 годы уменьшился с 10 до 7 человек[10].
4. Средний размер семьи у орочей в 1993 году составлял 2,9 человек, против 4,8 в 1963 году[10]

## Занятия и обычаи
Женская одежда орочей в Музее истории Дальнего Востока
Основные традиционные занятия — охота (кабарга, лось, медведь, пушной зверь), в том числе морская, а также рыболовство. Оружием служили лук со стрелами, копьё, использовались ловушки, петли, самострелы и др. Огнестрельное оружие, капканы появились в XIX веке. Рыбачили круглый год, летом — в маленьких долблёнках и больших дощатых лодках по рекам, а для добычи нерпы и сивуча выходили в Татарский пролив и его бухты. Морского зверя били гарпунами, из ружья, на льдинах и берегу — колотушками, рыбу (кета, горбуша, таймень и др.) ловили сетями, неводом, устраивали ловушки, били острогой.
Согласно этнографическим исследованиям, в древности орочи практиковали обряд воздушного погребения.
Год делился на месяцы, соответствовавшие фенологическим (природным) явлениям и промысловым занятиям:
| гуси биани — «месяц прилёта орла»;                      |
| туа — «месяц ворона»;                                   |
| зонка — «месяц, когда течёт с крыши»;                   |
| илакта биани — «месяц цветов»;                          |
| нада биани — «жаркий месяц» (7-й);                      |
| омо хукканку ини — «первый месяц охоты с петлями»;      |
| амукин хукканкини — «последний период охоты с петлями»; |
| мийэ — «месяц плеча»;                                   |
| ичэ — «новый месяц» — январь.                           |